# Toumeyella lignumvitae
Toumeyella lignumvitae är en insektsart som beskrevs av Williams 1993. Toumeyella lignumvitae ingår i släktet Toumeyella och familjen skålsköldlöss. Inga underarter finns listade i Catalogue of Life.